# Cabanès (Aveyron)
Cabanès è un comune francese di 235 abitanti situato nel dipartimento dell'Aveyron nella regione dell'Occitania.

## Società

### Evoluzione demografica
Abitanti censiti